# Guayabo (Aguada)
Guayabo es un barrio ubicado en el municipio de Aguada en el estado libre asociado de Puerto Rico. En el Censo de 2010 tenía una población de 3273 habitantes y una densidad poblacional de 522,41 personas por km².

## Geografía
Guayabo se encuentra ubicado en las coordenadas 18°22′32″N 67°12′35″O / 18.37556, -67.20972. Según la Oficina del Censo de los Estados Unidos, Guayabo tiene una superficie total de 6.27 km², de la cual 5.68 km² corresponden a tierra firme y (9.26%) 0.58 km² es agua.

## Demografía
Según el censo de 2010, había 3273 personas residiendo en Guayabo. La densidad de población era de 522,41 hab./km². De los 3273 habitantes, Guayabo estaba compuesto por el 83.44% blancos, el 6.51% eran afroamericanos, el 0.24% eran amerindios, el 0.09% eran asiáticos, el 7.06% eran de otras razas y el 2.66% pertenecían a dos o más razas. Del total de la población el 99.45% eran hispanos o latinos de cualquier raza.